# Lewis Gilbert
Lewis Gilbert (Londra, 6 marzo 1920 – Monaco, 23 febbraio 2018) è stato un regista e sceneggiatore inglese.

## Carriera
Divenne essenzialmente noto per essere un componente della squadra di James Bond del produttore Albert "Cubby" Broccoli, titolare della EON Productions, produttrice di tutti i film di James Bond, come regista di tre film della serie (Agente 007 - Si vive solo due volte, 1967; La spia che mi amava, 1977; Moonraker - Operazione spazio, 1979). Tra gli altri film ha diretto anche Alfie (1966), candidato agli Oscar come miglior film dell'anno.

## Filmografia
- Sailors Do Care – cortometraggio documentaristico (1944)
- The Ten Year Plan – cortometraggio documentaristico (1945)
- Arctic Harvest – cortometraggio documentaristico (1946)
- The Little Ballerina (1947)
- Under One Roof – cortometraggio documentaristico (1949)
- Once a Sinner (1950)
- Scarlet Thread (1951)
- There Is Another Sun (1951)
- Emergency Call (1952)
- Time, Gentlemen, Please! (1952)
- Cosh Boy (1953)
- Johnny on the Run (1953)
- Albert, R.N. (1953)
- L'età della violenza (The Good Die Young) (1954)
- Harmony Lane – cortometraggio, firmato come Byron Gill (1954)
- The Sea Shall Not Have Them (1954)
- La poltrona vuota (Cast a Dark Shadow) (1955)
- Bader il pilota (Reach for the Sky) (1956)
- L'incomparabile Crichton (The Admirable Crichton) (1957)
- Scuola di spie (Carve Her Name with Pride) (1958)
- A Cry from the Streets (1958)
- Passaggio a Hong Kong (Ferry to Hong Kong) (1959)
- Affondate la Bismarck! (Sink the Bismarck!) (1960)
- Light Up the Sky! (Light Up the Sky!) (1960)
- Quell'estate meravigliosa (The Greengage Summer) (1961)
- Ponte di comando (HMS Defiant) (1962)
- La settima alba (The 7th Dawn) (1964)
- Alfie (1966)
- Agente 007 - Si vive solo due volte (You Only Live Twice) (1967)
- L'ultimo avventuriero (The Adventurers) (1970)
- Due ragazzi che si amano (Friends) (1971)
- Paul and Michelle (1974)
- E l'alba si macchiò di rosso (Operation Daybreak) (1975)
- Sette notti in Giappone (Seven Nights in Japan) (1976)
- La spia che mi amava (The Spy Who Loved Me) (1977)
- Moonraker - Operazione spazio (Moonraker) (1979)
- Rita Rita (Educating Rita) (1983)
- Not Quite Paradise (1985)
- Shirley Valentine - La mia seconda vita (Shirley Valentine) (1989)
- A scuola di ballo (Stepping Out) (1991)
- Fantasmi (Haunted) (1995)
- Before You Go (2002)